# Мероп
Мероп (грч. Μέροπας (Μέροψ), лат. Merops, негде и Meropes) је у грчкој митологији било име више личности.

## Етимологија
Име Мероп има значење „говорљив“ или „онај који једе пчелу“.

## Митологија
- У Овидијевим „Метаморфозама“ краљ Етиопије који је усвојио Фаетонта, сина своје супруге Климене.[2]
- У „Метаморфозама“ Антонина Либерала, Пандарејев отац.[2]
- Краљ Антемоја, односно Самоса, кога је убио Ситон када се борио за руку његове кћерке Палене.[2]
- Пратилац прогнаног Енеје, кога је, према Вергилијевој „Енејиди“, убио Турно у Италији.[2]
- Према Хигину, Антонину Либералу, Еустатију и Еурипиду, био је краљ острва Кос, по коме су становници Меропљани добили назив.[3] Имао је синове Еумела и Агрона, као и кћерке[4], од којих је једна била Клитија.[5] Његову супругу, нимфу Етемеју је Артемида погодила стрелом јер је престала да је обожава, да би је потом Персефона живу одвела у Подземље. Мероп је патио за њом толико, да се на њега сажалила Хера и поставила га у сазвежђе Орла. При томе му је изменила облик у птичји, јер би у људском облику још увек имао болна сећања на своју супругу.[6]
- У Хомеровој „Илијади“ и према још неким ауторима, био је пророк који је учио свог унука Есака да тумачи снове. Узалуд је покушавао да одврати своје синове да учествују у тројанском рату и изгубе животе. Његова деца су била Арисба, Адраст, Амфије и Клита.[7] Био је краљ Риндака, Перкоте на Хелеспонту и његово име је још било и Макар и Макареј.[3]
- Мероп се помиње и као Епионин отац.[5]

## Биологија
Латинско име ових личности (Merops) је назив за род птица које се хране пчелама.